# Ruta Provincial 66 (Santa Fe)
La Ruta Provincial 66 es una carretera pavimentada de 103 km de jurisdicción provincial ubicada en el centro de la Provincia de Santa Fe, República Argentina y que la atraviesa de este a oeste casi totalmente.
Comienza en la RP 11 en la ciudad de Gálvez y finaliza en límite con la provincia de Córdoba.
Continúa en la Córdoba, con el nombre de Ruta Provincial 13.

## Localidades
Las ciudades y pueblos por los que pasa esta ruta de este a oeste son las siguientes (los pueblos con menos de 5.000 habitantes figuran en itálica).

### Provincia de Santa Fe
- Departamento San Jerónimo: Gálvez
- Departamento San Martín: Cañada Rosquín, Carlos Pellegrini, Landeta

- Datos: Q47495306